# Avgusta Šantel starejša
Avgusta Šantel slovenska slikarka, narodna buditeljica, * 12. maj 1852, † 29. maj 1935, Ljubljana.
Rodila se je v napol plemiški družini kot prva med štirimi otroki. Njena mati Enrika Fischer se je poročila s pravnikom Hugom Edlerjem von Aigentlerjem, ki je služboval v Gorici, Linzu in Gradcu. Tam se je Avgusta spoznala s sedem let starejšim Antonom Šantlom in se z njim poročila 1873. Preselili so se v Gorico, kjer so se jima rodili Henrika, Avgusta in Leo (1878, umrl še istega leta), Maks (1880, umrl 1883), Aleksander (pozneje imenovan Saša) in Danica. Pod moževim vplivom in v zavednem slovenskem okolju se je s svojimi organizacijskimi sposobnostmi in slikarstvom povsem posvetila delu na napredek in kulturno rast slovenstva.
Njeni starši so se zavedali pomena šolanja in so ji omogočili šolanje na graški Deželni akademiji. Učila se je tujih jezikov in igranja na klavir. V Gorici je delovala v slovenski čitalnici, potem pa je 25 let predsedovala podružnici Družbe svetega Cirila in Metoda. Od leta 1896 je na Višjem dekliškem zavodu poučevala prostoročno risanje.
Ko so se ji rodili otroci, je opustila igranje na klavir in se posvetila samo slikarstvu. Imela je ambicije, tako da se je leta 1900 s hčerko Henriko udeležila prve vseslovenske umetniške razstave v Ljubljani, leta 1912 pa s Henriko in Sašom razstave slovenskih umetnikov v hiši dr. Antona Dermote v Gorici.
Med prvo svetovno vojno, leta 1915 je družina Šantel zbežala iz Gorice najprej v Dolenjske Toplice, od tam na Dunaj, pa v Groisbach pri Allandu in v Krško, kjer je dočakala konec vojne. Leta 1920 sta tam Avgusti umrla mož Anton in hčerka Danica. Še istega leta se je s hčerkama preselila v Maribor, kjer so sodelovale pri ustanovitvi umetniškega društva mariborskih umetnikov Ivan Grohar. Avgusta se je leta 1929 preselila v Ljubljano, kjer je prebivala do svoje smrti.